# SERVAMP-サーヴァンプ-
『SERVAMP-サーヴァンプ-』は、田中ストライクによる日本の漫画。『月刊コミックジーン』（KADOKAWA）において、2011年7月号から2025年1月号まで連載された。2025年1月時点でシリーズ累計発行部数は200万部を突破している。

## あらすじ
第1巻～第2巻
「シンプル」がモットーの高校1年生 城田真昼は、ある日 道端で1匹の黒猫を拾い「クロ」と名付けるがしかし その猫はサーヴァンプという、契約を交わした人間に飼われる専門の吸血鬼だった。契約によってクロの主人となってしまった真昼は、憂鬱の真祖 椿とクロを含む7人兄弟との吸血鬼同士の争いに巻き込まれることになる。契約によってクロの主人となってしまった真昼は、憂鬱の真祖椿とクロを含む7人兄弟との吸血鬼同士の争いに巻き込まれることになる。真昼はその後色欲の真祖スノウリリイとその主人有栖院御園やサーヴァンプ達の定例会にて暴食の真祖ワールドエンド、嫉妬の真祖ジェジェ、憤怒の真祖ザ・マザーと知り合う。椿を倒すと意気込んだ矢先、真昼の親友である綿貫桜哉が椿の下位吸血鬼(サブクラス)と判明し、ベルキアやオトギリと共に真昼や応援に駆けつけた御園を襲撃する。真昼の感情によりクロは暴走するが、突如現れたジェジェにより食い止められ、その主人で御園の兄である有栖院御国と出会い、なんとかクロは暴走を止めるができたがしかし 桜哉が吸血鬼であることをショックだった。それから数日後 真昼は立ち寄った回転寿司で椿と再会し、椿は桜哉が椿の下位吸血鬼になった経緯を語り出す。
第3巻～第4巻
真昼は、修行のため周りに潜む吸血鬼を探す中、夏祭りで傲慢の真祖ヒュー・ザ・ダーク・アルジャーノンⅢ世とその主人千駄ヶ谷鉄と共に訓練をしてもらうが、C3が協力を要請するためにクロと共に捕らわれてしまう。"大人"の論理で話す露木修平に対し、"子供"の理論でその場を突破することができたがその一方有栖院家では、御園にある記憶を隠していたことを利用されていたがしかし 椿の下位吸血鬼オトギリにやられ、暴走しだし、リリィの中に取り込まれてしまう。リリィの精神世界でそこで自らの出生の秘密を知り、自らの出生に絶望するが御園だったが御国の部屋にあった実の母親から父・御門に宛てた手紙により自身が色欲ではなく愛から生まれたと知る。御園は自分を守ってくれた場所から出ていくことを決意し、リリィと共に再起を誓う。
第5巻～第7巻
後手になってしまっていることを悔やんで、真昼達が椿の下位吸血鬼を探していると、強欲の真相ロウレスとその主人リヒト・ジキルランド・轟に出会う。しかし、なぜかロウレスは真昼達には協力しようとしない。リヒトの貸し切りコンサートにて椿の下位吸血鬼に二人は襲われるが、ロウレスだけで殆ど倒し、現場に駆けつけたクロにレイピアの刃を向ける。最終的にリヒトとロウレスが戦いそうになるが、リヒトのマネージャーのクランツ・ローゼンと強欲の下位吸血鬼のギルデンスターンによりその場は収まる。また真昼は難を逃れた椿の下位吸血鬼ライラックを鉄の家の温泉旅館に連れて帰り、ライラックは軟禁状態に置かれる。その頃 バイトに行こうとしたロウレスを椿が襲い、またリヒトは椿の下位吸血鬼の一人、ヒガンに敗れ捕まってしまう。その際クロは黒い玉になり、また真昼のリードもその中に吸い込まれてしまう。そのため色欲と傲慢で強欲救出作戦を立てるが、それは罠で椿によってヒューは力を失う。一方、真昼は御国が営むあやしい骨董品店「The Land of Nod」を訪れ、そこにいた吸血鬼の研究者ヨハネス・ミーミル・ファウストゥスの助けを借りてクロの精神世界に入り込むが、そこで真昼はサーヴァンプ達を作った張本人である“あの人”をクロがたった一人で迷いながら殺したことを知り、迷うクロを助け、そして 御園達の所にクロの本当の姿の黒い獅子に乗って現れる。一方、ロウレスはリヒトと喧嘩になって自らの気持ちをぶつけるが、自らの過去に踏ん切りを付け、ヒガンを倒してどうにか脱出する。しかし 彼に仲間を殺されたライラックに契約の際に貰ったドッグタグを奪われ、椿に壊されて力を失うがそこへC3東京支部が誇る最強の戦闘班の狼谷吊戯・月満弓景・車守盾一郎が現れ、そして 椿は真昼たちの前から姿を消す。
第7巻～第14巻
椿が姿を消し、強欲との奪還から数日が立ったが突然 街に季節外れの雪が降り出す。どうやらこの異常気象は「灰塵」であることが判明し、真昼たちはC3東京支部に保護することになるがそこに来ていた御国から吊戯に気を付けることを忠告する。C3が椿の下位吸血鬼を抹殺計画を聞くが真昼は動揺するが、そんな中 囚われていた下位吸血鬼たちが脱獄しだし、内部の混乱に巻き込まれてしまう。副支部長である塔間泰士に心をコントロールされていた吊戯を救うため真昼は塔間と対峙する。
第14巻～第20巻
C3内部の崩壊後、新たな日々を送ろうとしている真昼たちだったがそんな中 白ノ湯温泉に来ていた御園たちの前に暴食の真祖ワールドエンドことイルディオとその主人ニコロ・カルペディエムが現れる。同じ頃 消息不明だった椿が再び現れ、知らせを聞いた真昼とクロだったがしかし 椿は着実に驚異的に力を増していく、圧倒的な力の前に苦戦してしまう。絶体絶命の中、弓景の兄でC3東京支部支部 長月満伊織により、二人はかつて クロの故郷であるロンドンに飛ばされ、そこでクロの事を知る狼男 ギアことノイギア・ハティヴェルトとギアの友人 紡樹羊太郎と出会う。吊戯の連絡で真昼の叔父 徹の生存と椿の目的がかつて、クロたちサーヴァンプを生み出した始祖の魔術師 サンジェルマン伯爵を蘇らせることだった。椿の計画を知った真昼とクロは椿に対抗する為にはギアに分離した「黒い薔薇」の力を再びクロの力を取り込み、自身の内側にいる「悪魔」と戦うことだった。真昼たちは悪魔との激闘し、クロの精神世界に入った真昼が見たのはかつて、人間だったクロの姿を見かける。そこからクロが人間からサーヴァンプになった経緯や真昼との出会いまで記憶を辿り、力を手に入れたクロと彼の過去を立ち向かった真昼は皆がいる東京へ向かう。
第20巻～第24巻
無事に東京へ戻った真昼とクロたちは仲間たちと再会するが、しかし予定より早く伯爵転生の儀式が開始しており、街中を『厄災(パンドラ)』が覆いつくしていた。C3の仲間やサーヴァンプたちが集合し、真昼たちは『厄災』を止めにかかる一方、クロは術者である椿を止めにかかるが伯爵転生を懸けたクロと椿の戦いは激しさを増し、吸血鬼らの「灰塵」を集めてさらなる威力を増す椿に気圧され、伯爵転生儀式の代償として自我を失っていく椿。椿の下位吸血鬼らも儀式を止めるべく奔走し、椿に気圧され絶体絶命のクロだったが、椿はかつて、妹が殺された壮絶な過去を持ち、妹を幸せにしてもらう目的で伯爵を転生させるために戦っていた。クロと対話し、ベルキアの協力もあり自我を取り戻した椿は、仲間たちと共に歩むことを決意し、クロと椿の兄弟戦争に終止符を打つ。しかし、そこへ御国が現れ、彼の真の目的である「この世界をやり直す」ことだった。そして 場を制圧した御国は、伯爵転生儀式を成功させ、9番目のサーヴァンプ=ノアが誕生し、その瞬間 "世界"が大きな渦に巻き込まれ、世界は鏡の世界へとなってしまう。クロは真昼を説得し、1週目の世界の記憶を取り戻し、御国たちと戦うもののノアの圧倒的な力に苦戦するがそこへ1週目の塔間が現れ、伊織が仕込んだ「栞」が作動したことで鏡の世界は崩壊した。1週目の世界に戻ったことで最終戦争は終戦し、そして 人と吸血鬼は共存への道を歩みだすことなった。

## 登場人物
※担当声優は、特記なき限りドラマCD版・アニメ版のもの。演は、舞台の担当俳優。

### サーヴァンプと主人

#### 怠惰（主要人物）
城田 真昼（しろた まひる）
声 - 寺島拓篤、七瀬彩夏（幼少期） / 演 - 竹中凌平
本作の主人公。高校1年生。15→16歳。誕生日：7月7日。身長：165センチメートル。好きな食べ物：和風おろしハンバーグ。バニラアイス。好きな飲み物：麦茶、オレンジジュース。嫌いなもの：梅雨（洗濯物が乾かないから）。趣味：家事全般。得意科目：家庭科、体育、国語。苦手科目：英語。部活：陸上部（中学時代）。好きな色：オレンジ。
クロを拾ったことがきっかけで、彼と契約して主人となる。口癖は「シンプルに」モットーは「シンプルイズベスト」。口癖のシンプルは、同居している叔父の口癖でもある。
明るくドライな性格をしており、世話焼きで面倒見が良く悩むことや面倒なことを嫌うが、面倒臭がり屋という訳ではなく、クラスメイトが嫌がる仕事を進んで行っているお人好し。本人曰く「やらずに後悔することが一番面倒だから」。家事万能で足が速い。父親はおらず、母親は幼いころに事故死したため母方の叔父・徹に育てられたが、彼の出張が多く家にいることが少ない。ほぼ一人暮らし。当初はホウキ型のリードを扱っていたが、クロが自らの過去と向き合った後は槍型のリードに変化、以降はこれを使う。
強欲編ではカラオケに来たリヒトとロウレスに出会うが、協力することを断られる。その後コンサートホールで椿の下位がロウレスに負けたところに遭遇し、生き残っていたライラックを保護、鉄の家にて軟禁状態に置く。ロウレスに｢あの人｣を殺したことを言われ、リヒトにはリードであるブーツから取り出されたピアノでその記憶を見せられたことでクロはどこかおかしくなっていたが、理由を聞くことをためらってしまう。続くリヒトとヒガンの戦いの際にクロは黒い玉となり、リードもその中に吸い込まれた際にリヒトに庇われ、拐われてしまった。クロを元に戻すためのヒントを求めて御国の店に行ったところ、吸血鬼の研究者であるヨハネスによりクロの内面に入り、過去と向き合わせることに成功した。
C3編では一時的に戦闘班に加入して、エースである吊戯を救うため奔走するが塔間との戦闘で右腕を骨折、さらに至近距離で銃を撃たれるが吊戯に助けられた。また塔間の記憶の中を辿る際に塔間から父親について触れられ酷く動揺し、母と自分を捨て、母の葬式にも来なかった父親へ憎悪の念を抱いていることが判明した。
塔間の実の息子で、両親共に魔術師の家系だが、徹曰く「ある特殊な理由で魔術師としての能力はない」。
その後、病院での椿との激闘後にC3支部長・月満伊織の術によりクロと共にイギリスへ飛ばされた。そこでクロの旧友である狼男のギアと、彼の同居人である羊太朗と出会う。
クロ
声 - 梶裕貴 / 演 - 千田京平
“怠惰”の真祖で1番目のサーヴァンプ。通り名は沈黙する終焉（スリーピーアッシュ）。年齢：身体は18歳程度。誕生日：12月31日。身長：177センチメートル。好きな食べ物：カップ麺、ポテトチップス。クッキー&クリーム味のアイス。好きな飲み物：コーラ。嫌いなもの：目覚まし時計の音。好きな色：黒。故郷：イギリス（ロンドン）
引きこもりの吸血鬼。人と猫の姿に変化することができるが、鏡に写る姿は猫。何百年も血を飲んでいなかったため、吸血鬼というよりもほとんど猫に近い存在になっていた。契約の際にもらったものは鈴。
性格は自堕落かつ怠惰で、動くことを嫌う。また、基本的に面倒事に関わりたくないタイプ。しかし、仮契約だったとはいえ真昼がベルキアに襲われそうな時に体を張って守るなど決して無責任な性格というわけではない。
真昼がクロの精神世界で聞き取った声によるとヒーロー願望や失望されたくないといった承認欲求のような感情がある模様。また、自分も含めた吸血鬼という存在を嫌悪をしている面があり、吸血鬼を化物と呼び、吸血鬼がこの世に生まれて良かったなんて思ったことは一度もないと言い切るほど。
真昼曰く「引きこもりニート吸血鬼」。口癖は「めんどくせー」「向き合えねー」。日光を浴びると黒猫になってしまうが、本来の姿はライオンである。しかしこの姿は疲れるらしく、その後は黒猫に戻っている。
吸血鬼7人兄弟の中では最強だが、過去に囚われていたことで本来の実力が出せないでいた。自らの過去と向き合って以来、本来の実力を取り戻している。ただ、単体だと椿に一歩およばない。主な戦法は鋭い爪が伸びて相手を刺す、服の裾を尻尾のように操り、刃物のように扱う等。また、何だかんだと言いながらも真昼に協力するため、真昼曰く「ツンダル」と称されている（ツンツンしててダルダルだから）。
以前中立機関C3からサーヴァンプを作った「あの人」を殺せという命令を受け直接手を下した張本人。そのためC3を嫌い過去に囚われていたため強欲編時には黒い玉となってしまうが、クロの内部に潜り込んだ真昼の説得によって自分が犯した罪と向き合う。そして椿を殺さず彼と対話をすると決め、弓景の射撃から守った。
C3編では以前のように面倒事を避けることもなくなり、吊戯を助けたいという真昼の決意に基づいて行動する。吊戯と、先に行ってもらったロウレスとリヒトを追う途中で道が崩れていたため単独で行動する。そして目的が同じである弓景と一時的に協力して、塔間と吊戯と交戦する。その後真昼が戻ってきて塔間に操られてる吊戯を抑えながら戦った。
C3での戦いが終わると真昼と徹が話しやすいよう気遣う場面もある。イギリスへ飛ばされた後にギアにあった際は、昔の知り合いなのか挙動不審になったりと普段より感情を顕にすることもある。
本当の力は強いが、初期型であったためコントロールできずに暴走していたため、力を切り離している(2番目以降は改善されており、それ以降に生み出されたサーヴァンプはコントロールできているため、クロのみの症状)。
元は人間で、出身地であるイギリスのロンドンの田舎にて羊飼いの仕事をしていた孤児の少年だった。ある日暮らしていた村の領主の娘がある人に傷つけられてしまい、領主は激怒。村人達は犯人を知っていたが、その人に恩があるため、クロを罠に嵌めることでその人を守ることを決意。そのためクロは「村の家畜が逃げてしまった」ことに領主が激怒していると知らされ、(今のクロでは到底考えられないが、当時は真昼のような「俺だろ」と言う性格だった)村人達の代わりに謝りに行くも、激昂した領主に胸と背中を刺されて死亡。
その後教会の傍に埋葬されるが、伯爵(先生)の手によってサーヴァンプとして蘇った。それによって村人達の命が奪われたことに激怒する(この際に怠惰の悪魔によって取り込まれてしまう)。それからは各地を転々とし、狼男のギアに出会ってから彼と共に暮らすようになる。伯爵の元からクロへ会いに来た2番目以降のサーヴァンプ達からは「あの人はあなたのことをとても愛おしそうに語っていた」と言われ、混乱し、ついには考えることをやめてしまう。眠っている間に何もかもが終わっていればいいのにと思うクロに、ギアは「まさしく怠惰」だと呆れ果てる。
ある日そんなクロの元にCCC(昔のC3)が現れ、前述の通り伯爵の殺害を命令され実行。伯爵を殺した者には“呪い”がかかるため、クロはその呪いによって長い眠りについた。

#### 憂鬱
椿（つばき）
声 - 鈴木達央 / 演 - 上遠野太洸
“憂鬱”の真祖で通り名は招かれざる8番目（フーイズカミング）。見た目は21歳程度。誕生日：1月1日。身長：168センチメートル(+下駄9センチメートル)。好きな食べ物：稲荷寿司、抹茶味のもの。好きな飲み物：缶しるこ。嫌いなもの：兄弟。趣味：散歩。好きな色：赤。
本来、真祖は7人しかいないはずだが8人目を名乗っており、サーヴァンプの末子を自称している。日光の下でも人の姿を保てる。
吸血鬼と吸血鬼による戦争を企んでおり、真祖の兄弟を全員殺すことが目的。自分が面白いと思ったこと以外はどうでもいいと思っており、平気で人間を殺している。
常に和服を着ている黒髪赤目の男性で、狐に変身する。狂気的で冷酷非情な性格だが、自身の下位吸血鬼たちは“家族”と呼び、彼らの危機とあらば救出へと向かうなど、仲間想いな一面もある。また、彼の下位吸血鬼のほとんどは悲劇的な境遇を味わっている者達であるために彼らに対しても深い愛情を持っている。
回転寿司ではいなり寿司しか食べない。
この世の理不尽、世界、偽善などの様々な物に対しては強い憤りを覚えており、この世の全てを憎んでるといえるとほどに深い憎悪を秘めている。それと同時に悲劇を経験した者達を蘇生させ、家族として迎えるなどの慈愛の面を持つなど非常に複雑な人物でもある。
口癖は「面白くない」。この台詞は、発作的に笑い出した後に言う。吸血鬼同士の戦争を起こそうと企んでいる。本人曰く「主人はいない」。以前はC3の管理下に置かれていたらしい。
右手は黒く、いつも長い和服の袖で隠されている。左利きであり黒い日本刀を使って戦う。単体では吸血鬼の中で一番強い。
目的は、術者として、自分の主人でもある伯爵の「転生術」の術式を完成させ、自分の主人でもある伯爵を9番目のサーヴァンプとして、転生させるため。強欲編にてクロと話したことにより、心境が変化したのか下位吸血鬼に｢僕のことは忘れて自由に生きて｣と言い、桜哉の電話に出なかった。C3編完結の後、再び姿を現したが、雰囲気がかなり変わっており、クロからは「ヤンチャなナリ」と称される。徹と伊檻と交戦ののち重傷を負わせ、フレイアのジンを放出させた。
綿貫 桜哉（わたぬき さくや）
声 - 深町寿成（ドラマCD） / 鈴木裕斗（アニメ） / 演 - 松田将希
真昼たちのクラスメイト兼親友である緑髪の少年。実は椿の下位吸血鬼。身体は15歳程度。誕生日：4月2日。身長：173センチメートル。好きな食べ物：お好み焼き。好きな飲み物：炭酸飲料。嫌いなもの：嘘。趣味：CDショップめぐり、音ゲー。得意科目：数学。苦手科目：倫理、国語（特に現代文）。部活：無所属。好きな色：緑、蛍光色。
真昼とは実際には1年ほどの付き合いしかなかったが、手を差し伸べてくれた真昼に感謝し、友達になりたいと思ったため「幼馴染同士だった」という記憶を植え付けていた。
保険金のために両親にマンションのベランダから落とされた際、瀕死の重症を負い、そのときに椿の下位吸血鬼となった。姉がいたものの、弟である桜哉を守るために、桜哉に嘘をついてまで飛び降りて亡くなっており、警察に正直にことの顛末を言えず、嘘の証言をしたことをずっと後悔している。そのため、嘘をつかれるのを極度に嫌っている。
自分の正体を打ち明けた後は学校を去り、友人達に記憶の操作はしたものの、「転校した」ということにして自分の存在自体は消さなかった。
椿と行動を共にしているが、椿の下に戻ってからも真昼のことを心配している。
ベルキア
声 - 松岡禎丞 / 演 - 鷲尾修斗
椿の下位吸血鬼。シルクハットと燕尾服を纏った手品師の格好をしている。年齢：身体は25歳程度。誕生日：11月10日。身長：184センチメートル。出身国：ルーマニア。好きな食べ物：串焼き。好きな飲み物：ブラッディマリー。嫌いなもの：地味なこと。趣味：串刺し。好きな色：ビビッドピンク。
常にハイテンションで騒がしく、かなりの目立ちたがり屋で残虐な性格。自称「串刺公」でシルクハットから取り出した剣で相手を串刺しにするなど、派手な技を披露すること好む。大ダメージを受けた後は暫く人形の姿になる。椿のことを「つばきゅん」と呼ぶ。
オトギリ
声 - 種﨑敦美
椿の下位吸血鬼。短髪でナース服を着た巨乳の女性。口癖は「困ります…」。年齢：身体は20歳程度。誕生日：9月28日。身長：158センチメートル。出身国：ドイツ。好きな食べ物：蕎麦。好きな飲み物：甘酒。嫌いなもの：うどん。趣味：空手。好きな色：桜色。
糸を使って相手を操り人形のように操る技を持つ。有栖院家編ではメイドとして有栖院家に潜入しており、リリイと御園の絆が揺るがされたところでリリイが契約の際にもらった懐中時計を壊し、ジンを放出させた。
シャムロック
声 - 羽多野渉
椿の下位吸血鬼。右目に変わった形の眼帯をしている外国人男性。年齢：身体は28歳程度。誕生日：4月22日。身長：189センチメートル。出身国：ドイツ。好きな食べ物：ジャガイモのスープ。好きな飲み物：ラドラー。嫌いなもの：生魚、納豆、ヒガン。趣味：時代劇鑑賞。好きな色：薄グレー。
椿を「若」と呼び心酔しているが、椿からは「“若”ってダサイからやめてほしい」と言われている。人間だったころはC3に所属しており、はじめはドイツ支部に所属していた。東京に移動になったことを東ドイツの出身だからと卑屈になっていたようである。東京支部に来てからは露木修平の父・義正と仲が良かったが、椿捕縛作戦の際義正に置いていかれてしまったことによって自殺し、椿の下位吸血鬼となる。その後｢感情のけじめをつける｣ために義正を殺した。C3編にて修平と戦闘になるが、和解。椿の下を離れることとなった。本名はグレイ。
ヒガン
声 - 藤原啓治 / 演 - 鵜飼主水
椿の下位吸血鬼。長い赤髪と大柄な体格の中年男性。年齢：身体は38歳程度。誕生日：10月27日。身長：195センチメートル。出身国：イタリア。好きな食べ物：秋刀魚の塩焼き。好きな飲み物：ほうじ茶。嫌いなもの：時間に追われること。趣味：絵、俳句。好きな色：緋色。
普段は画家をしているらしい。怠惰な性格の上、よく落とし物をする等うっかり者だが、戦闘力は高く実力は椿一行の中でNo.2と言われる。「仕方ない」が口癖。喫煙者で、炎を操る特殊能力がある。彼の語る芸術は人間をキャンバスとして炎で描くものであり、シャムロックには歪んでいると言われていた。
ライラック
声 - 大地葉
椿の下位吸血鬼。愛称はライラ。年齢：体は15歳程度。誕生日：9月13日。身長：160センチメートル。出身国：スイス。好きな食べ物：ヨーグルト。好きな飲み物：飲むヨーグルト。嫌いなもの：攻撃的な人。趣味：スケボー。好きな色：薄茶。
気弱な性格。戦闘力も無く、戦おうとしない。友人の下位吸血鬼たちを"唯一無二（ロウレス）"に殺され、自身も殺されかけた際に庇ってくれた真昼に少しだけ心を開いている。真昼たちに捕まった後は、御園たちの案で人質として軟禁状態となる。
ハイドから契約の印であるドッグタグを奪って椿に渡し、ハイドのジンが放出するきっかけを作った。

#### 傲慢
ヒュー・ザ・ダーク・アルジャーノンIII世
声 - 村瀬歩 / 演 - 奥井那我人
“傲慢”の真祖。愛称はヒューで、コウモリに変身する。通り名は“古き良き時代の忘れ者（オールドチャイルド）”。年齢：見た目5歳程度。誕生日：11月8日。身長：80センチメートル（+帽子35センチメートル）。好きな食べ物：生き血、チョコレートパフェ。好きな飲み物：生き血、オレンジジュース。嫌いなもの：にんにく。兄弟の2番目。趣味：自分の下位吸血鬼を集めて恋愛相談会。好きな色：ワインレッド。
外見はシルクハットと燕尾服、片眼鏡を着用している子供だが、ワガママでプライドが高く誇り高い吸血鬼然とした性格をしている。一人称は「我が輩」。変身した際の姿やニンニクを嫌うなどの嗜好やその性格から、真昼からは「ダントツで吸血鬼っぽくて安心する」と称されるが、玩具に夢中になる等内面的にも幼い面もある。好物は赤ワインとパフェ。
強欲を餌とした傲慢潰しの罠に嵌められた際、ベルキアに幻術で椿の元へ飛ばされ、契約の時にもらったものを椿の刀で壊されジンを放出したと思われていた。しかし、裏では椿と手を組んでおり、実際にジンを放出させられたのはイルディオだった。
後に正式に鉄と契約することになり、将棋の銀将の駒と「ヒュー・ザ・ダーク・アルジャーノンIII世・銀」の名前をもらう。
下位の数が多い。
千駄ヶ谷 鉄（せんだがや てつ）
声 - 小野友樹 / 演 - 加藤健
ヒューの主人であるが、実は正式に契約していないことが判明する。温泉宿の跡取り息子。年齢：14歳。誕生日：4月29日。身長：189センチメートル。好きな食べ物：焼きまんじゅう。好きな飲み物：昆布茶。嫌いなもの：特になし。趣味：温泉宿の手伝い。得意科目：体育。苦手科目：理科。部活：書道部。好きな色：紺碧。
真昼、御園よりも背が高いが実は中学2年生。家は温泉宿「白ノ湯温泉」で、将来は家を継ぐつもりでいる。
リードである棺桶の消し方が分からなかったため、蓋に「おいでませ白ノ湯温泉」と書き、宿の宣伝に使用している。
御国からアベルを取り上げたことがあるため、御国からは天敵とされている。真昼曰く「器がでかい」。
実家の旅館の近くにスーパー銭湯ができてしまい、経営が厳しくなっている。
決まった時間に、町内会に頼まれた町内パトロールをしている。
地毛は黒髪だが、弓景に憧れて金髪にした。
鉄の姉は、弓景の次兄・都湖の妻。
相模
ヒューの下位吸血鬼。カラオケボックスで働いている。最近気になる子ができたらしい。

#### 嫉妬
ジェジェ
声 - 津田健次郎
“嫉妬”の真祖。通り名疑わしきは罰せよ（ダウトダウト）。兄弟の内の3番目。誕生日：10月2日。身長：250センチメートル（紙袋3つ含む）。好きな食べ物：パンプキンスープ。好きな飲み物：硬水。嫌いなもの：紙袋が汚れること、寒さ。趣味：ボトルシップ。好きな色：ネイビー。
常に紙袋を三段重ねでかぶっており、顔を見せず口を利くこともほとんどないがクールという訳ではないようで、キレやすい部分もある。
主人である御国には振り回され気味なため、戦闘の際だけでなく御国にいじられる都度、所持している銃で彼に向けて容赦なく発砲している。
日光を浴びると蛇になる。契約の際に貰ったのは首から下げているぜんまいネジらしい。
何十年か前にリリイによって有栖院家へと連れて来られ、どんな人間との契約も望まずずっと地下に篭って暮らしていたのだが、十数年前に御国の母・姫莉子と契約し、御園の実母を殺害した。有栖院家にいたときは被り物をしていなかったようである。
有栖院 御国（ありすいん みくに）
声 - 柿原徹也 / 演 - 堀田怜央
ジェジェの主人で御園の兄。年齢：23歳。誕生日：10月1日。血液型：B型。身長：174センチメートル。職業：骨董品屋店主。好きな食べ物：シュトーレン。好きな飲み物：ロイヤルミルクティー、ココナッツミルク。嫌いなもの：ホームドラマ。趣味：世界旅行、ドール遊び。得意科目：全科目（特に世界史）苦手科目：書道。部活：無所属。好きな色：琥珀色。
自称「世界旅行が趣味の骨董屋」らしく、ロープをリードとしている。常に所持している少女人形のアベルを偏愛しており、アベルを性的な目で見る人に対して容赦はしない。
7年前に突然有栖院家から姿を晦ましてからというもの、御園との仲は険悪であり、また家族である父や使用人達からは始めからいなかったかのように扱われるなど謎が多い。
御園が異母弟であることや両親の犯した罪を知りつつも兄弟として仲睦まじく暮らしていたが、7年前に再び“嫉妬の真祖”に蝕まれて御園を手にかけようとした実母を止めようとした結果殺害してしまい、“嫉妬の真祖”を連れ有栖院家を出奔。
記憶こそリリイの幻術でぼかされてしまったものの、母を殺した御国の姿を目撃した際の衝撃や憎しみだけは忘れなかった御園からは激しく敵視されるようになる。
有栖院家を出ていったあとC3に所属していた。そのためC3内の隠し通路をある程度知っていて、階段が崩落していて困っていた真昼に道を教えた。当時、吊戯と組んでいたが今では互いに嫌いあっている。
実は椿側と協力関係にある。有栖院家に単身で乗り込み、父親と穏やかではない再会を果たした。
　バットB
　ジェジェの下位吸血鬼。
　グットA
　ジェジェの下位吸血鬼。

#### 憤怒
フレイア
声 - 小清水亜美
“憤怒”の真祖。通り名は母なるもの（ザ・マザー）。兄弟の4番目。日光に当たると狼になる。年齢：見た目23歳程度。誕生日：8月1日。身長：174センチメートル。好きな食べ物：アップルパイ。好きな飲み物：青汁。嫌いなもの：電子機器(すぐ壊れる)。好きな色：青紫。
常にムスッとしているが、本人はクールなだけだと主張している。農業にはまっている。表情が険しいゆえによく怒っていると勘違いされがちだが、実際は怒ることは少ない。しかし、自身の命に価値を見出さない吊戯に対しては命の意味を諭しつつも怒りを見せるなど聡明な性格。自身の下位に対しても愛情深く接するため、「姉御」と呼ばれて慕われている。また、ロウレスが精神的に成長していることも感じ取っていた。
リンゴ農家だった前の主人は寿命で亡くなり、その後C3に捕らえられていたが自力で脱出し、ロウレスたちの意思を受けて吊戯と契約しようとするが拒まれ、さらに塔間に撃たれる。ジルとレイに頼まれてやって来たイズナと契約、新たな名前を北欧神話の女神にちなんでフレイアとつけられた。修平とシャムロックの戦闘に盾を携えて介入し、和解する手助けをした。傷が深い中無理をして戦っていたようで、入院先の病院で椿と交戦するもジンを放出させられてしまう。
イズナ・ノーベル
フレイアの主人。年齢:17歳。誕生日:5月30日。
露木修平の幼馴染でC3の開発班に所属している少女。コードネームはティンカー。自分の作った武器で修平が復讐を遂げたら自分のことが二度と許せなくなるとの思いから、彼を止めるために憤怒のサーヴァンプと契約する。彼とシャムロックの戦闘に介入し、怒りに呑まれた修平に肩を撃たれるも和解の手助けをした。
初登場時は腰に届く程の長髪だったが、フレイアの内面にいた少年の「指名」で切って契約の際に渡した。
ジルベルト・ウィーズル
フレイアの下位吸血鬼。年齢：身体は24歳程度。誕生日：2月12日。身長：167センチメートル。出身国：イタリア。好きな食べ物：マルゲリータピザ。好きな飲み物：カプチーノ。嫌いなもの：待たされること。趣味：料理。好きな色：オーシャンブルー。
通称：ジル。レイと2人で行動している。シャムロックの助けを借り、C3より脱獄し憤怒の真祖を助けようとした。その時、塔間に脱獄した下位吸血鬼を殲滅するよう指示された吊戯と遭遇したが、上手くやり込めた。モチーフはイタチ。
レイセント・クレイジーラビット
フレイアの下位吸血鬼。年齢：身体は24歳程度。身長：179センチメートル。出身国：イタリア。好きな食べ物：クリームパスタ。好きな飲み物：カプチーノ。嫌いなもの：キャロットケーキ。趣味：ラテアート。好きな色：ミントブルー。
通称：レイ。ジルと2人で行動している。吊戯を助けに行った憤怒が戻ってこられるように道を探す途中塔間によって腕を撃たれ、イズナの指示に従ったために全身が灰になることはなかったものの右腕を失う。その後、イズナに義手を制作してもらう。モチーフはウサギ。

#### 強欲
ハイド
声 - 木村良平 / 演 - 大隅勇太
“強欲”の真祖。通り名：“唯一無二（ロウレス）”。兄弟の5番目。
年齢：見た目18歳程度。誕生日：6月24日。身長：176センチメートル。好きな食べ物：生ハム、チーズ。好きな飲み物：エスプレッソのダブル。好きな日本の街：渋谷。嫌いなもの：肌荒れ。趣味：バイト、観劇。好きな色：金。
眼鏡をかけた青年の姿をしており、日光に当たるとハリネズミになる。軽薄で騒がしい性格。リヒトのことを「リヒたん」「天使ちゃん」などと呼ぶ。人を喰った発言が多く、リヒトのことも小馬鹿にしては彼からぞんざいな扱いを受けている。よくシェイクスピアの作品の台詞を引用する。クロとは”先生”を殺した件について因縁がある。
昔オフィーリアという小国の王女と契約していたが、平和を守るため人質のような形で結婚し、その後処刑されたことにより、人の命は軽いということを証明するためとして自分が特別だと思っている主人を選び、飽きたら殺していた。
上記の通り“ロウレス”は通り名だが、主人のリヒトですらなかなか本名の“ハイド”と呼ばず、本人も長い間主人に飽きたら殺してまた次の主人と契約する、ということを繰り返しており通り名を名乗っていたので、真昼らが本名を知った後も“ハイド”と呼ばれることはほとんど無い。今まで契約した主人の名前は全員覚えている。
椿にリヒトとの契約の際に渡されたドッグタグを壊されて力を失い、以降は若干泣き虫になった。
元は人間で、小国の王子だった。しかし家族によって殺されてしまい死亡した。その後、サンジェルマン伯爵の手によってサーヴァンプとして蘇る。伯爵のことを嫌うクロとは裏腹に、ロウレスは伯爵を慕っていた。
リヒト・ジキルランド・轟（リヒト・ジキルランド・とどろき）
声 - 島﨑信長 / 演 - 岸本勇太
ロウレスの主人で、世界的に有名な天才ピアニスト。両親も有名な演奏家である。
年齢：18歳。誕生日：12月24日。身長：175センチメートル。出身国：オーストリア。好きな食べ物：メロン。好きな飲み物：クリームソーダ。好きな日本の街：原宿。嫌いなもの：クズネズミ、時差ボケ。趣味：ピアノ、カラオケ、木登り。好きな色：銀。
フランス育ちの日本人バイオリニストである父とオーストリア人ピアニストの母を両親に持つハーフ。ロウレスを「クズネズミ」などと呼び、罵倒したり暴力を振るったりしている。自称天使で、天使の羽がついた白いリュックサックを背負っており、「なぜなら俺は…天使だから」というセリフと共に決めポーズをとる。しかし、短気かつ乱暴な性格で、初対峙の際の真昼の感想は「電波キャラ」。カラオケが好き。リードはブーツ。想像力が武器でもありブーツからピアノを出して演奏する。
クランツ曰く、ピアノは自分から始めていて、初めて両親が揃ってコンクールを聞きに来たときに緊張から髪が真っ白になり、その名残が一房残る白髪だとされている。
ヒガンとの戦いに負けて捕らわれたが、自力で脱出してロウレスを改心させることに成功し協力してヒガンを破った。ロウレスのジン放出に伴い主人としての力を失ったが、リードであるブーツは半分出すことができている。
ギルデンスターン
声 - 武内駿輔
年齢：身体は33歳程度。身長：7月26日。出身国：イギリス。好きな食べ物：ピスタチオ。好きな飲み物：スコッチウイスキー。好きな日本の街：築地。嫌いなもの：ジェットコースター。趣味：映画鑑賞(アクション映画)。好きな色：スモークグレー。
ロウレスの下位吸血鬼。常に鯨のような着ぐるみを着ている。戦闘力は高いらしく、ロウレスを「クソガキ」呼ばわりしている。見た目の割にダンディな声で話す。その中身は顎髭を長めに伸ばした中年男性。
元は人間だったころ（生前）のロウレスのお付きであった。

#### 暴食
イルディオ
声 - 諏訪部順一
“暴食”の真祖。通り名は世界を食い尽くせ（ワールドエンド）。兄弟の6番目。愛称はイル。年齢：見た目20歳程度。誕生日：5月4日。身長:180センチメートル。好きな食べ物:肉。好きな飲み物：カレー。嫌いなもの：空腹。好きな色：黄色。
凶暴かつ乱暴な性格だが、手を出せる範囲が小動物、お年寄り、女、子供、けが人、病人以外と狭いため、真昼に「昔の不良」と称された。いつも何かを食べたがっているが、貧乏なためにあまり食べ物は買えない模様。それ故か食べたことがないものも「食い物の気配がするから食べれる」と言う。ロウレスとは連絡を取り合う仲で、時々奢ってもらっている。
ヒューのジンが放出していると思われた際、実はヒューではなく彼の契約が椿に破壊されていた。後に状態が不安定になり、C3本部長のシグルスにより車内で簡易封印される。
ニコロ・カルペディエム
声 - 河西健吾
イルディオの主人。愛称はニコ。年齢:28歳。誕生日:8月18日。身長:178センチメートル。好きな食べ物:ジェラート。
イタリアンマフィア・カルペディエムファミリーのボス。一人称は「吾」。悲観的で臆病で情緒不安定な性格。イルディオが罠に嵌められ、ジンを放出させられたとしてヒューに復讐するために大勢の部下を引き連れて来日した。部下のカプチーノには「ボスに向いていない」と言われており、本人もそのことを自覚している。
状態が不安定になったイルディオに首を掴まれるが、カプチーノが即座に手を挟んで切ったためことなきを得た。イルディオの状態が不安定になった理由を憂鬱に切られたからと推定しており、同時期に切られたロウレスのことも心配している。

#### 色欲
スノウリリイ
声 - 堀江一眞 / 演 - 富永勇也
愛称はリリイ。“色欲”の真祖で通り名は全ては愛に収束する（オールオブラブ）。兄弟の7番目。年齢：見た目27歳程度。誕生日：3月14日。身長：191センチメートル。好きな食べ物：マカロン。好きな飲み物：カフェオレ。嫌いなもの：蜘蛛。趣味：映画鑑賞（恋愛映画）。好きな色：ピンク、白。
物腰が柔らかくおっとりとしているが、脱衣癖があり、口癖は「ひと肌脱ぎましょう」。そのためよく変態扱いされるが、本人は心外だと思っている。契約の際にもらったものは懐中時計。
幻術を得意とし、日光を浴びると蝶になる。タバコを嗜むが御園の前ではやめている。
子供の下位吸血鬼を大勢従えているが、これは昔から虐待や育児放棄といった理由で死にかけていた孤児達を保護し、それでも間に合わずに死んでしまった子供達をその度自分の下位吸血鬼にしてきたからである。
フレイアが苦手で、彼女を目の前にすると視線を合わせず常に震える状態になる。
有栖院家の先代当主にして前の主人だった御園の祖父・御影が亡くなった際、別の名前だったところを幼かった御園から「スノウリリイ」と名付けられ、御影にもらった懐中時計を渡された。
椿との兄弟戦争で椿たちの襲撃を受け、その際に御園との絆を揺るがされ、契約の証である懐中時計を壊されて敗北。ジンを放出し力を失ってしまう。
以降はほとんど毎日眠って過ごす、身体が少しずつ赤子に退行しているなど力が弱まってきてしまっている。
だが、両親の愛を受けて産まれたことを知った美園と再契約。再契約の際に渡したものは、父である御門が美園の実の母親に贈った懐中時計。
有栖院家の先祖の女性と最初に契約をしており、家を守る代わりにリリィは自分と下位を匿うことを条件にしている。
毎月、一定の金額を御園からおこづかいとしてもらっている。
有栖院 御園（ありすいん みその）
声 - 下野紘 / 演 - 輝山立
リリイの主人。有名校・私立帝一瀬学院に通う高校1年生。15歳。誕生日：2月14日。血液型：A型。身長156センチメートル。好きな食べ物：フォンダンショコラ。好きな飲み物：チョコレートミルク。嫌いなもの：人ごみ。趣味：チェス、庭で読書。得意科目：外国語。苦手科目：体育、美術。部活：無所属。好きな色：紫。
傲岸不遜だが、ツンデレな性格。体が弱いため、よくリードであるイスに座っており、夜9時になると自然に就寝してしまうお子様体質（後に10時まで起きられるようになった）。
有名財閥・有栖院家の御曹司で、人間と下位吸血鬼達が共存する大きな屋敷に住んでいる。頭にアホ毛が生えている。祖父からリリィを受け継いでいる。
7年前に突然家を出奔した兄・御国のことを激しく嫌っているが、何故か自分でも嫌う理由を思い出せないこと、そしてその御国が最初からいなかったかのように振る舞う父や使用人、下位吸血鬼達に戸惑いを覚えている。
実は父・御門の子供ではなく使用人との浮気で産まれた子供であり、そのことで嫉妬に狂いジェジェと契約してしまった御国の母によって赤ん坊のころに実母を殺害される。
以降は罪の意識に苛まれた有栖院夫妻に引き取られて、御国とも分け隔てなく大切に育てられてきた。
しかし、7年前に後述の御国の項にあった事件を目撃し、兄の行動の真相を調べようとしていたが、父や使用人達の徹底した隠蔽工作やリリイの幻術によって記憶を曖昧にされ続けていた。
そのことで一時リリイとの間に亀裂が生じ、また一連の悲劇の原因になった自身の出生の秘密を知って絶望しかけるも、残されていた実母の手紙によって持ち直し、リリイと共に再起を誓う。
ユリー、マリー
声 - 生田善子（ユリー、ドラマCD）、相坂優歌（マリー、ドラマCD） / 七瀬彩夏（ユリー、アニメ）、千本木彩花（マリー、アニメ）誕生日:6月12日
スノウリリイの下位吸血鬼。年齢：身体は6歳程度。誕生日：6月12日。血液型：O型。身長：102センチメートル。好きな食べ物：マシュマロ。嫌いなもの：暑いところ。趣味：絵本を読む。
双子であり、喋るときに2人が同じセリフを同時に口にする。
髪が長い方がユリー、短い方がマリーである。
家以外では血は飲んではいけない決まりのため、吸血はメイドさんの手伝いなどをして吸血させてもらっている。

#### C3
露木 修平（つゆき しゅうへい）
声 - 石川界人
真昼達の学校の生徒会副会長を務めている。正体は高校2年生を演じ真昼の学校に潜入していた、人と吸血鬼の『中立機関』を自称する組織・C3の一員。肩書きは副支部長第三補佐。22歳。
クロと真昼が接触したという情報を掴んだ際、様子を探るため高校に潜入することになるものの童顔のため違和感がなかった。髪を茶色く染めている。
実は御国の高校時代の後輩で「嫌なタイミングでイライラさせられる」と非常に嫌っている。
C3の同僚で、幼馴染でもあるイズナからのあだ名は苗字の音読みで「ろきくん」。
階段から転げ落ちたり牛乳やサッカーボールを真上から浴びるなど古典的な不幸体質の持ち主だが、そんな自らの不運に備えていつも何処かに湿布やタオルといった様々なアイテムを持ち歩いている。
「備えあれば多少憂いあれど問題なし」をモットーとしている。
クロと真昼を引き離すことでC3への協力関係を強制させようとしていたが、「大人」の常識やルールが通用しない真昼の「選択」によって突破された。
C3に所属していた父親を吸血鬼に殺されており、椿以外の吸血鬼も本音を言うとすべて壊したいと思っている。
C3編にて父親を殺した仇であるシャムロックと戦闘になる。一度は追い込まれたもののフレイアとイズナの介入により和解することとなる。
狼谷 吊戯（かみや つるぎ）
声 - 神谷浩史
戦闘班所属。26歳。誕生日：8月31日（塔間が吊戯を拾った日）。身長：170センチメートル。好きな食べ物：イチゴ。好きな飲み物：砂糖湯。嫌いなもの：鏡。趣味：友達の買い物についていく。特技：土下座。学生時代の得意科目：魔術史♥（笑）。学生時代の苦手科目：無し。学生時代の部活：無所属。好きな色：空色。
コードネームは特攻隊長を意味するバルドル。お金が大好きで、自称「お賃金大好き靴ペロペロ系クズ」。特技は土下座。軽薄でいつもヘラヘラしている。C3の中でも戦闘力は高く、吸血鬼たちからは「猟犬」と恐れられている。
ハンドクリームを糊と入れ変えておくなどのイタズラをよく仕掛けるが、弓景と盾一郎による”吊戯に斬られた(後述)盾一郎が死んだかのように見せかけた”ドッキリについてはいくらなんでも言って良い冗談と悪い冗談があると発言した。
幼いころ、隣の部屋の住人だった塔間に拾われ、戦闘については彼に教わった。武器が全て使いこなせるのも塔間の仕込みである。彼と共に自らを9番目のサーヴァンプにすべく研究をしていた。父親からストレスの捌け口として虐待されていた。さらに親の同意のもとなら借金の保証人になれることを利用され、かなりの額の借金を負わされている。
魔術を酷使したことにより限界に近づいており、幻覚や精神年齢の退行が見られる。また身体のあちこちにケガやケガの痕がある。義正が命を落とした作戦に同行していて、その時にヒガンの炎に足を掴まれたためにケガが残っている。また、盾一郎の妻・詩文が殺された現場を見ており、警報が鳴ると幻覚を見る原因となっている。そのことについて盾一郎に聞かれても答えられない様子。
下位吸血鬼の脱獄が起こると、戦闘に赴くのを止めようとした盾一郎を塔間の指示で斬り、ジルとレイと交戦するが、システムの故障で塔間からの指示が聞こえなくなったため精神が不安定になり敗北。水が溜まった地下に落とされるが、フレイアに助けられる。崩落した天井に足を挟まれた彼女から一緒に助かる方法として契約を持ちかけられるが拒否して気を失う。塔間に操られるままに弓景とクロと戦うが、弓景の落とした盾一郎のペンダントの音で正気に戻った。真昼とクロと共に塔間と戦おうとするが彼の“剣”として手を操られるものの、塔間の肩の辺りを刺した。モチーフはタロットカードの「吊るされた男」。
実は、現存する狼男である「ハティヴェルト」の子孫（ひ孫に当たる）であることが判明する。
月満 弓景（つきみつ ゆみかげ）
声 - 小野大輔
戦闘班所属。年齢：26歳。身長：179センチメートル。好きな食べ物：チーズリゾット。好きな飲み物：白ワイン。嫌いなもの：偉そうな目上の人間。趣味：ツーリング。学生時代の得意科目：古文。学生時代の苦手科目：生物。学生時代の部活：弓道部（即退部）→テニス部。好きな色：レモンイエロー。
コードネームは射撃のスペシャリストを意味するヘズ。今は金髪にポニーテールで一人称が｢俺｣だが、幼少期は黒髪短髪で一人称が｢僕｣だった。口調が荒い。大学の同級生だった詩文のことが好きだったが、盾一郎に遠慮して想いを伝えることはなかった。酒が好きだが、酔っぱらうと女装してしまう。なお幼少期は家の風習に従い女装させられていた。魔術師の家系の三男で、長兄でC3東京支部支部長の伊檻、次兄の都湖も魔術師。
塔間と吊戯を止めるべくクロと協力して戦い、吊戯の目を覚まさせた。モチーフはチーターとタロットカードの「月」。
車守 盾一郎（くるまもり じゅんいちろう）
声 - 細谷佳正
戦闘班班長。年齢：26歳。誕生日：12月1日。身長：185センチメートル。好きな食べ物：コロッケ、プリン。好きな飲み物：牛乳。嫌いなもの：お化け屋敷。趣味：家族や友人の写真を見る。学生時代の得意科目：物理。学生時代の苦手科目：英語。学生時代の部活：剣道部。好きな色：赤茶。
コードネームは捕縛のスペシャリストを意味するトール。一人息子の拓人がいる。育児休暇を長くとっていたが初登場前に復帰。大らかな性格だが、少し抜けている。脱獄した下位吸血鬼が起こした事件で妻の詩文を亡くしたが、その原因に親友である吊戯が関わっていることを知り、ショックでまともに話せないまま休職した。
C3編にて塔間に支配された吊戯との戦闘により瀕死の重症を負い、鉄により医務室に運ばれたが、"ヤブじい"と呼ばれる医者によってギリギリまで処置をされて生き延びた。モチーフはタロットカードの「戦車」。
塔間 泰士 （とうま たいし）
C3東京支部の副支部長。年齢：36歳。誕生日：1月10日。身長：192センチメートル。好きな食べ物：ビターチョコレート。好きな飲み物：ミネラルウォーター。嫌いなもの：禁煙。趣味：喫煙。好きな色：ダークグレー。
戦闘員時代は銃と鎖を用いた手早い下位吸血鬼の始末に定評があった。真昼の叔父の徹とは学生時代の同級生。かつて両親に虐待されており｢ハイザラ｣と呼ばれていた。その両親は塔間が武器に行った細工により武器が暴発し、死亡した。父親に虐待されていた吊戯を拾い、養育した張本人。その目的は吊戯を9番目のサーヴァンプにすることである。
徹とは小学校からの同級生で、かつては徹と伊檻の三人で3バカと呼ばれていた。真昼の父親についてもなにか知っているような素振りを見せていたが、後に徹との電話での会話から真昼の実の父親であることが判明する。崩落する東京支部に取り残されるが、何らかの方法で脱出した模様。モチーフはタロットカードの「塔」。
城田 徹（しろた とおる）
声 - 上田燿司
C3東京支部統括部長。先代のトール。ダジャレ好き（ただし滑り気味）で賑やかな性格をしている真昼の叔父。
普段は出張でほとんど家を空けているが、姉（真昼の母）が亡くなった折に親戚中が真昼の引き取りを渋っていた中、唯一「シンプルに考えて俺だろ」の一言と共に手を差し伸べた人物。真昼の「シンプルに」といった口癖やモットーは彼の影響によるところが大きい。久々に出張から帰宅した折に、真昼が何かを抱え隠していることに気づきつつも、深く詮索することなく悩んでいた彼を静かに諭した。
塔間とは元同級生で、彼と伊檻の三人はかつて3バカと呼ばれていた。C3編の終盤にて、崩壊寸前の東京支部に突如現れ、塔間の自殺を止めた。
イズナ･ノーベル
憤怒の項を参照。
露木 義正（つゆき よしまさ）
露木修平の父親でシャムロックの生前の親友。人懐っこく明るくてよく笑う性格で周りから好かれていた。外見は修平によく似ている。
17年前の椿捕縛作戦時、経緯は不明だがシャムロックのことを置いていき、酷く後悔していた。後に椿の下位吸血鬼となったシャムロックに殺されている。
車守 詩文 （くるまもり しふみ）
盾一郎の妻で拓人の母親。享年25歳。赤い満月の夜、脱獄した下位吸血鬼が起こした事件によって亡くなった。

### 有栖院家
吸血鬼と人が共存する独立国家であり、治外法権。使用人は住み込みで、ほとんどが孤児。
有栖院 御門（ありすいん みかど）
声 - 一条和也
御園と御国の父親で、有栖院家の当主。
普段は穏やかだが、真昼に御園のアルバムを自分から見せておきながら「私の息子を性的な目で見るな」と唐突に我を失うなど、真昼をして「確かにあの二人の父親」と言わしめる部分もある。
7年前から御園に「御国のことは忘れなさい」と言い含め続け、何かを隠している。
かつて屋敷で御国の家庭教師をしていた女性と関係を持ったことで御園が生まれ、その後も密かに彼女と手紙でやり取りを続けていたことから妻が"嫉妬の真祖"に蝕まれる切っ掛けを招いてしまう。また7年前の悲劇が起こった後、後悔の念もあり御園に出生に関する事実を知られぬよう、リリイや使用人達と共謀してずっとことの真相を隠し続けてきた。
チェスには強くこれまでずっと御園相手に勝ち逃げしていたが、事実を知って心を新たにした御園と正面から対峙して初めて敗北、息子の決意を知って自らの作った秘密の園から解放し、御園に対し御国に会えたら「家族でちゃんと話をしよう」との言伝を託した。
リリイの記憶によると有栖院の代々の当主は代替わりと同時に真祖と契約していたようだが、彼自身はリリイとも後からやって来たジェジェのどちらとも契約しなかったようである。
実はC3の会長も務めている。有栖院邸の燃えた東館を見ていたところ、単身乗り込んできた御国と遭遇した。
洞堂 永介（どうどう えいすけ）
声 - 髙橋孝治
御園の専属運転手。屋敷の下位吸血鬼達からのあだ名は「ドードー」。主人である御園を「アホ毛」と呼ぶなど、使用人としての態度も敬語も適当。しかし、運転の腕は確か。かつてリリイに拾われた孤児達の1人。
18歳のころ、自分が執事に向いてないと思い家を出ようとしたところ、引き留められて運転手になることになった。運転手として車の技術を磨くため2年間、各地で腕を磨いている。
体術が得意。巨乳好き。
宇佐美 三月（うさみ みつき）
御門の秘書を務める女性。洞堂と同じくリリイに拾われた孤児だった。クールな外見通りに生真面目な性格で主人・御門への態度も厳しい。
女性アイドルのファンであり、録画したものを早起きして見るほど。
貧乳がコンプレックス。
有栖院家に潜入したオトギリと戦う際、二丁拳銃を持ち出した。
やまね
メイド長。
帽子には巨大な針のようなものが刺さっており、戦う際にはそれらを用いる。
美月からはお義母さんと呼ばれている。
服部（はっとり）
御園の祖父の友人でそのころから居候している。
家庭教師をすることもあるが勉強ではなくチェスを持ち出すことが多い。チェスはめっぽう強く、御影も御門も彼に勝てなかったが、唯一御国だけが勝利している。

### その他の人物
龍征（りゅうせい）
声 - 粕谷雄太（ドラマCD） / 大河元気（アニメ）
真昼の友人。ベルキアに襲われるも、辛くも一命を取り留めた。だが、本人はその記憶が無い模様。
虎雪（こゆき）
声 - 瀬戸祐介（ドラマCD） / 西山宏太朗（アニメ）
真昼の友人。やや心配性で、真昼の身を案じている。
クランツ＝ローゼン
声 - 緑川光
リヒトのマネージャー。年齢：26歳。誕生日：5月26日。身長：183センチメートル。出身国：フランス。好きな食べ物：キッシュロレーヌ。好きな飲み物：シャンパン。嫌いなもの：全力を尽くさないこと。趣味：ピアノ、歴史建造物巡り。
リヒトの才能を世界に広めることを使命としている。温厚で人当たりが良く、リヒトを叱ることが出来る希少な人物。
元々は吸血鬼とは関係ない一般人で、リヒトのピアノに惚れ込み、彼の両親にマネージャーになることを志願した。語学が堪能。
椿が出現させた「赤い子ども」により、意識を失ってしまった。
ヨハネス・ミーミル･ファウストゥス
御国の店に入り浸っている吸血鬼の研究者。C3の非常勤研究員でもあり、開発班には彼のはとこがいる。
車守 拓人（くるまもり たくと）
盾一郎と詩文の一人息子。年齢：3歳。誕生日：3月17日。
私立帝一瀬学院附属幼稚園に通っており、常にライオンのぬいぐるみを持ち歩いている。
ノイギア・ハティヴェルト
狼男。誕生日：1月23日。身長161センチメートル。
一人称は「私」。乱暴で短気な性格。愛称は「ギア」。
クロとロンドンで同居していた時期があり、彼のことを「アッシュ」と呼ぶ。クロのことを本当の友人だと思っており、日本までクロを探していたことがある。自称人情派で、誠意で気が変わることもある。クロの抑え切れなかったサーヴァンプの力を切り離した張本人。
新しい物好きで、今の住処である羊太朗の家にはロボット掃除機やAIアシスタントなど最新の家電が多い。
狼の姿になった（なりかけも含む）際は、親しい友人の声が届いた時のみ、人の姿に戻ることができる。
紡樹 羊太朗（つむぎ ようたろう）
青年。誕生日:3月21日。出身国:日本(長野県)。
ギアの友人で、ロンドンのアパートで同居している。編み物が得意で、人形やストールなどを作ることができる。よく編み物をしながら歩いている。
日本までクロを探しに来ていたギアと幼少期に出会い、彼の住処に押しかけて遊んでもらっていた。当時は祖母と同居していた。
サンジェルマン伯爵（はくしゃく）
サーヴァンプを生み出した始祖の魔術師であり、椿の主人でもある。怠惰に殺された。その血は、C3のサンプルとして秘密裏に保管されている。姿形を持たないため、見る者によって姿が違う(嫌悪、畏敬など見る者の伯爵に対する感情を映す)。
彼は「完全な不老不死」に執着して研究を続けていた。怠惰に殺された時には、彼が結論付けた不老不死（いのち）の最終形でもある「転生術」の術式がほぼ完成していた。そして8番目のサーヴァンプ椿を術者に使って「転生術」の術式を完成させ、9番目のサーヴァンプという形で自分の転生を成し遂げようとしている。
傲慢以降のサーヴァンプには、クロのことをとても愛おしそうに語ったらしい。
伯爵は本来殺せるようなものではなく、伯爵本人が「この人になら殺されてもいい」と思わなければ殺せないことから、クロにわざと殺されたことがわかる。

## 用語
サーヴァンプ
始祖の魔術師 サンジェルマン伯爵によって作り出した生物で、契約した主人から血をもらい命令に従う、SERVANT（下僕）のVAMPIRE（吸血鬼）。いわゆる「真祖」と呼ばれる存在。不老不死で、怪我をしてもすぐに治る。日光の下では、それぞれ動物の姿になってしまう。死ぬと「灰塵」（ジン）になる。またサーヴァンプを作るのは非情に困難らしく、作るのに成功したのは今のところ“先生”と呼ばれる サンジェルマン伯爵だけであり、失敗するとそれを行ったものを含めその場の周辺の人間は無差別且つ大量に死亡するため、記録も何も残らない。遠隔で見張っていても同様である。サーヴァンプ全員が精神世界にそれぞれ分身のような存在がおり、時折、主人に接触してくることがある。サーヴァンプは主人が変わると戦う理由も変わるため、性質が変わってしまう。実は元人間で、伯爵がクロの生前 アダムの死を悼み蘇らせたことが始まり、その後は兄弟たちを生み出し続けたのも、彼は完全な不老不死にする方法を模索していたためだった。その為、人間だったときの記憶を思い出せないようになっており、言語は、幻覚のようなもので自動で翻訳されている。全部で7人存在するはずだったが、椿が8人目のサーヴァンプを名乗っており、その真相は殺された妹の幸せにする願いを引き換えに伯爵の望みを叶える為に儀式の行うことを奔走していた。
主人（イヴ）
サーヴァンプと契約をした人間。サーヴァンプに血を与えることによって、サーヴァンプに命令ができる。自身のサーヴァンプと一定の距離以上離れることが出来ない（限界距離）。この距離は長男のクロが一番短い。6時間離れると身体に体調不良のような異常が生じ、18時間になるとサーヴァンプそれぞれ異なる症状が発生し、そして24時間で死んでしまうということが説明されている。18時間経過時、クロの場合は主人と共に猫姿になってしまう。サーヴァンプとの力の証でもあるリードと呼ばれる武器を扱うことができ、武器の形状、能力は個人によって異なり、途中から武器の形態が変化する例もある。イヴの名の由来はクロの生前 アダムと共に生きる存在というもので血縁とはない誰かと繋がりを持つための契約だったが、真昼がこのシステムを解いたことで主人と真祖の縛りが消滅した。
下位吸血鬼（サブクラス）
サーヴァンプによって吸血鬼にされた元人間。自身を吸血鬼にしたサーヴァンプに、忠実に従う。また不老不死であるが日光を浴びたり、サーヴァンプに血を吸われたりすると灰になる。
武器（リード）
イヴが使える武器で個人によってそれぞれ形が違う。サーヴァンプを制御し、連携技を発動させることができる。またサーヴァンプや下位吸血鬼へ治りにくいダメージを与えることが出来る。また、リードを使う上で重要なのはイメージとのこと。もともとは人間である主人が超人的な力を持つ吸血鬼を制御するために使用されるものでもある。
灰塵（ジン）
サーヴァンプやその下位吸血鬼が死ぬと発生する、チリのようなもの。たくさん集まると具象化し、人間に取り憑いてサーヴァンプや下位吸血鬼に食料として運ぶ。運ぶ際には、サーヴァンプも下位吸血鬼も関係なく、一番近い吸血鬼に運ぶ。
C3（シースリー）
人と人外との共存を掲げる地下組織兼中立機関。所属する職員は魔術師の家系が多く、道具と呪文を用いて、人に危害を加えた吸血鬼などを捕獲している。武器の開発、古い魔術の研究や発生した灰塵の貯蔵、吸血鬼の情報交換サイトの運営など様々な仕事がする。通常は18歳以上ならば入社可能で通常、18歳から22歳で入社する者が多い。ただし、魔術師しての能力が高く組織への貢献が期待される場合には特例として入社が許可される（作中では御国、吊戯、イズナ、徹、伊織、塔間などが18歳未満で入社してる）。帝一瀬学園及びその系列校に在学の場合には在学中の入社も可能で、その場合はかなり柔軟に勤務時間を調整でき、学業と両立できるように考慮される。

魔術師純制会議（Conjurer Control Convention）
イギリスで誕生したC3の前身となる組織。元々はサーヴァンプを作り出したサンジェルマンの系統を継いだ派閥であり、魔術師が諮問会を行っていたが後年別の派閥や種族の純制にも手を出すようになった。狼男や吸血鬼が起こした騒動をもみ消す役割を担っている。
魔術師
自分の記憶を呼びかけることで制圧された強い感情を喚起させ、そのエネルギーを道具として媒介として力に変換する能力を持った者。その為 C3の開発班が作る道具は魔術師の家系でなければ使用することができない。しかし 精神への負担がかかり、使いすぎると人の顔が認識できなくなったり、記憶の混乱・幻覚を見たりというような異常が起き、精神が還ってしまうことや廃人になってしまうこともある。ただし、魔術を使わずに精神を療養すれば回復する。

有栖院家（ありすいんけ）
御園と御国の生家である有名財閥にして、表向きは貿易系会社としている。リリイが「自分と自分の下位吸血鬼を匿う代わりに有栖院家を守る」という条件付きで何代にも渡って守ってきた旧家（主人が変わるごとに自らの名も変わったらしく、先代の主人は御園の亡き祖父である前当主 御影）。屋敷内にはユリーやマリー以外にも大勢の下位吸血鬼が堂々と暮らしており、人間の使用人達の仕事を手伝って少量の血を分けてもらうといった方法で上手く共存している。その特異性故C3などの機関からは「治外法権」と呼ばれ、迂闊に手を出せないようである。また 人間の使用人達の大半もかつてリリイによって有栖院家で保護された孤児だったらしく、家族同然の付き合いなため吸血鬼への隔意も殆どない。「来る者拒まず」といった感じのアットホームな雰囲気ではあるものの、有事に備えてか、椿の下位吸血鬼相手でも銃火器などで対等に渡り合ったりするなど屋敷の人間達の戦闘能力はかなり高い。200年前に伯爵殺害後、憂鬱・怠惰・嫉妬が屋敷の真下に封印され、有栖院家と月満家の当主で二重に結界をかけていたがしかし 数十年前から当主が変わり、月満家の当主の交代に伴いことにより結界は二重から一重となった。18年前、御国の母 姫莉子が御国の父 御門の不貞を知り、その為に嫉妬の封印と解くがしかし、同時に憂鬱の封印が解かれ、封印を解かれた際にスノウリリイの助けによって逃げ出されていた。最終戦争で御国は伯爵の遺体の封印を解いてしまうが最終戦争後は伯爵の遺体を再び封印された。

帝一瀬学園
御園が通う私立校。初等部、中等部、高等部があり、中等部と高等部は男子校となっており、表向きは普通の私立校だが、C3関係者の子供が多く通っている。魔術師用の裏奨学金制度があり、卒業後C3の戦闘班に所属するなどいくつかの条件を満たすことで返済が不要になる。最終戦争後では真昼が通う学校が復旧工事する合間に旧校舎を使われていた。

狼男
吸血鬼と同じく長命な種族だが、数が少ない。毛は上質な糸になり、その糸には物をいい状態に保とうとする力がある。例えば劣化しにくくしたり、ケガを早く治したりすることができる。狼男としての種は月魔力に大きく影響される。不老ではあるが不死ではないため、心臓や首を斬られれば即死する。

月魔力
古来から存在し、地球の表面から覆う魔術的なエネルギー。新月から満月に向けて強くなり、同じ満月でも時期や時点によって、魔力量は変化する。月魔力濃厚が高いほど魔術儀式の成功率が上がる。

## 書誌情報

### 単行本
- 田中ストライク 『SERVAMP-サーヴァンプ-』 KADOKAWA 〈MFコミックス ジーンシリーズ〉、全24巻
  1. 2011年12月27日発売[87]、ISBN 978-4-8401-4092-8
  2. 2012年6月27日発売[88]、ISBN 978-4-8401-4489-6
  3. 2012年12月27日発売[89]、ISBN 978-4-8401-4778-1
  4. 2013年4月27日発売[90]、ISBN 978-4-8401-5054-5
  5. 2013年12月27日発売[91]、ISBN 978-4-04-066171-1
  6. 2014年7月26日発売[92]、ISBN 978-4-04-066822-2
  7. 2014年12月27日発売[93]、ISBN 978-4-04-067233-5
  8. 2015年7月27日発売[94]、ISBN 978-4-04-067565-7
  9. 2015年12月26日発売[95][96]、ISBN 978-4-04-067868-9 / ISBN 978-4-04-067598-5（ラバーストラップ付き限定版）
  10. 2016年7月27日発売[97]、ISBN 978-4-04-068283-9
  11. 2017年12月27日発売[98]、ISBN 978-4-04-068806-0
  12. 2018年3月27日発売[99]、ISBN 978-4-04-069766-6
  13. 2018年10月25日発売[100]、ISBN 978-4-04-069981-3
  14. 2019年7月26日発売[101]、ISBN 978-4-04-065587-1
  15. 2020年3月27日発売[102]、ISBN 978-4-04-064494-3
  16. 2020年12月25日発売[103]、ISBN 978-4-04-680039-8
  17. 2021年8月26日発売[104]、ISBN 978-4-04-680629-1
  18. 2022年3月26日発売[105]、ISBN 978-4-04-681237-7
  19. 2022年10月27日発売[106]、ISBN 978-4-04-681786-0
  20. 2023年6月27日発売[107]、ISBN 978-4-04-682595-7
  21. 2023年12月26日発売[108]、ISBN 978-4-04-683119-4
  22. 2024年10月25日発売[109]、ISBN 978-4-04-684080-6
  23. 2024年11月27日発売[110]、ISBN 978-4-04-684102-5
  24. 2024年12月27日発売[111][112]、ISBN 978-4-04-684103-2 / ISBN 978-4-04-684105-6（ドラマCD付き特装版）

### ガイドブック
- 『SERVAMP-サーヴァンプ- 10.5』2016年7月27日発売[113]、ISBN 978-4-04-068295-2

## CD（漫画）

### ドラマCD（漫画）
フロンティアワークスより発売。
| タイトル                                                   | 発売日        | 規格品番  |
| ---------------------------------------------------------- | ------------- | --------- |
| ドラマCD「SERVAMP-サーヴァンプ-」 吸血鬼だらけの夏休み     | 2014年7月30日 | MFCZ-1056 |
| ドラマCD「SERVAMP-サーヴァンプ-」 吸血鬼だらけの冬休み     | 2015年1月28日 | MFCZ-3031 |
| ドラマCD「SERVAMP-サーヴァンプ-」 吸血鬼だらけの春休み     | 2016年4月22日 | MFCZ-3051 |
| ドラマCD「SERVAMP-サーヴァンプ-」 吸血鬼だらけの日曜日     | 2017年7月26日 | MFCZ-1087 |
| ドラマCD「SERVAMP-サーヴァンプ-」 吸血鬼だらけのから騒ぎ   | 2017年8月23日 | MFCZ-1088 |
| ドラマCD「SERVAMP-サーヴァンプ-」 アニバーサリーパーティー | 2021年9月29日 | MFCZ-3061 |

### キャラクターCD
フロンティアワークスより発売。
| タイトル                                                        | 発売日         | 規格品番  |
| --------------------------------------------------------------- | -------------- | --------- |
| キャラクターCD「SERVAMP-サーヴァンプ-」 Vol.1 真昼&クロ         | 2015年6月24日  | MFCZ-3037 |
| キャラクターCD「SERVAMP-サーヴァンプ-」 Vol.2 御園&スノウリリイ | 2015年7月24日  | MFCZ-3038 |
| キャラクターCD「SERVAMP-サーヴァンプ-」 Vol.3 リヒト&ロウレス   | 2015年8月26日  | MFCZ-3039 |
| キャラクターCD「SERVAMP-サーヴァンプ-」 Vol.4 鉄&ヒュー         | 2015年9月25日  | MFCZ-3040 |
| キャラクターCD「SERVAMP-サーヴァンプ-」 Vol.5 椿&ベルキア       | 2015年10月28日 | MFCZ-3041 |

## テレビアニメ
2015年7月にアニメ化が発表され、2016年7月より9月までAT-X・TOKYO MX・サンテレビ・メ〜テレ・BS日テレにて放送された。地上波では提供クレジット読みを寺島拓篤が行った。

### スタッフ
- 原作 - 田中ストライク
- 総監督 - 更一灯
- 監督 - 中野英明
- シリーズ構成・脚本 - 古怒田健志
- キャラクターデザイン - 山中純子
- プロップデザイン - 杉村友和
- アクション作画監督 - 才木康寛
- 美術監督 - 黛昌樹
- 色彩設計 - のぼりはるこ
- 撮影監督 - 浅川茂輝
- 編集 - 木村佳史子
- 音楽 - 川井憲次
- 音響監督 - 亀山俊樹
- 音楽制作 - ランティス
- 音楽プロデューサー - 関根陽一、竹山茂人
- プロデューサー - 白石容子、瀬川昇、中山卓也、深尾聡志、川島麻衣、角田博昭、礒谷徳知、柿田哲也、長岡浩平、大井恵介
- アニメーションプロデューサー - 米沢恵美
- アニメーション制作 - ブレインズ・ベース、プラチナビジョン
- 製作 - SERVAMP PROJECT（フロンティアワークス、KADOKAWA、博報堂DYミュージック&ピクチャーズ、ランティス、YTE、AT-X、ソニー・ミュージックコミュニケーションズ、アドアーズ、HEROZ）

### 主題歌
「Deal with」
OLDCODEXによるオープニングテーマ。作詞はYORKE.、作曲はTa_2、編曲は小山寿。
「sunlight avenue」
寺島拓篤の作詞・歌によるエンディングテーマ。作曲・編曲は中土智博。

### 各話リスト
| 話数   | サブタイトル             | 絵コンテ | 演出     | 作画監督                | 総作画監督        |
| ------ | ------------------------ | -------- | -------- | ----------------------- | ----------------- |
| 第1話  | 真昼とクロ               | 更一灯   | 中野英明 | 伊藤美奈                | 山中純子 小林利充 |
| 第2話  | 椿                       | 中野英明 | 横山広行 | 櫻井拓郎 梶浦紳一郎     | 小林利充          |
| 第3話  | 訪れなかった未来について | 小柴純弥 | 小柴純弥 | しんぼたくろう 小川浩司 | 山中純子          |
| 第4話  | 桜哉                     | 更一灯   | 長山延好 | 南伸一郎                | 小林利充          |
| 第5話  | 俺は大人 ここは社会      | 中野英明 | 小林孝志 | 伊藤美奈                | 山中純子          |
| 第6話  | 天使か悪魔               | 吉川博明 | 横山広行 | 櫻井拓郎 梶浦紳一郎     | 小林利充          |
| 第7話  | なぜなら俺は             | 小柴純弥 | 小林孝志 | 小川浩司                | 山中純子          |
| 第8話  | はじめに行いありき       | 中野英明 | 中野英明 | 南伸一郎                | 小林利充          |
| 第9話  | おれはまちがってない     | 長山延好 | 長山延好 | 伊藤美奈                | 山中純子          |
| 第10話 | ロウレス                 | 小林孝志 | 小林孝志 | 梶浦紳一郎 櫻井拓郎     | 小林利充          |
| 第11話 | 許さないでくれて         | 高橋謙仁 | 高橋謙仁 | 伊藤美奈 小川浩司       | 山中純子          |
| 第12話 | シンプルに考えて         | 更一灯   | 小林孝志 | 伊藤美奈 南伸一郎       | 山中純子 小林利充 |

### 放送局
| 放送期間                | 放送時間                     | 放送局     | 対象地域   | 備考                                       |
| ----------------------- | ---------------------------- | ---------- | ---------- | ------------------------------------------ |
| 2016年7月5日 - 9月20日  | 火曜 23:00 - 23:30           | AT-X       | 日本全域   | 製作委員会参加 / CS放送 / リピート放送あり |
| 2016年7月6日 - 9月21日  | 水曜 22:00 - 22:30           | TOKYO MX   | 東京都     |                                            |
| 2016年7月7日 - 9月22日  | 木曜 0:30 - 1:00（水曜深夜） | サンテレビ | 兵庫県     |                                            |
|                         | 木曜 2:59 - 3:29（水曜深夜） | メ〜テレ   | 中京広域圏 | 企画協力                                   |
| 2016年7月13日 - 9月28日 | 水曜 2:30 - 3:00（火曜深夜） | BS日テレ   | 日本全域   | BS放送                                     |

### BD / DVD
| 巻 | 発売日         | 収録話          | 規格品番  | 規格品番  |
| 巻 | 発売日         | 収録話          | BD        | DVD       |
| -- | -------------- | --------------- | --------- | --------- |
| 1  | 2016年9月28日  | 第1話 - 第2話   | MFXC-0013 | MFBC-0062 |
| 2  | 2016年10月26日 | 第3話 - 第4話   | MFXC-0014 | MFBC-0063 |
| 3  | 2016年11月25日 | 第5話 - 第6話   | MFXC-0015 | MFBC-0064 |
| 4  | 2016年12月21日 | 第7話 - 第8話   | MFXC-0016 | MFBC-0065 |
| 5  | 2017年1月25日  | 第9話 - 第10話  | MFXC-0017 | MFBC-0066 |
| 6  | 2017年2月24日  | 第11話 - 第12話 | MFXC-0018 | MFBC-0067 |

### 映像特典
DVD&Blu-ray第3巻以降に収録の短編アニメ。
| 収録巻 | サブタイトル                            |
| ------ | --------------------------------------- |
| 3      | Sleepy Life of SERVAMP #1               |
| 4      | 灰に塗れた憧憬：All the world's a stage |
| 5      | Sleepy Life of SERVAMP #2               |
| 6      | Sleepy Life of SERVAMP #3               |

### CD（アニメ）

#### ドラマCD（アニメ）
フロンティアワークスより発売。
| タイトル                                                         | 発売日         | 規格品番  |
| ---------------------------------------------------------------- | -------------- | --------- |
| TVアニメ「SERVAMP-サーヴァンプ-」ドラマCD スクールフェスティバル | 2016年7月27日  | MFCZ-1073 |
| TVアニメ「SERVAMP-サーヴァンプ-」 ドラマCD サマーフェスティバル  | 2016年8月24日  | MFCZ-1074 |
| TVアニメ「SERVAMP-サーヴァンプ-」ドラマCD アイドルフェスティバル | 2016年10月26日 | MFCZ-1075 |

#### キャラクターソング
ランティスより発売。
| タイトル                                                         | 発売日         | 規格品番   |
| ---------------------------------------------------------------- | -------------- | ---------- |
| TVアニメ「SERVAMP-サーヴァンプ-」 キャラクターソングミニアルバム | 2016年10月12日 | LACA-15585 |

フロンティアワークスより発売。
| タイトル | 発売日        | 規格品番  |
| --- | ------------- | --------- |
| TVアニメ「SERVAMP-サーヴァンプ-」 ソロキャラクターソングミニアルバム Vol.1 椿・御園・スノウリリイ・リヒト・ロウレス | 2017年2月22日 | MFCZ-1078 |
| TVアニメ「SERVAMP-サーヴァンプ-」 ソロキャラクターソングミニアルバム Vol.2 真昼・クロ・鉄・御国・ヒュー             | 2017年3月22日 | MFCZ-1079 |

#### サウンドトラック
ランティスより発売。
| タイトル                                                     | 発売日         | 規格品番   |
| ------------------------------------------------------------ | -------------- | ---------- |
| TVアニメ「SERVAMP-サーヴァンプ-」 オリジナルサウンドトラック | 2016年10月19日 | LACA-15586 |

### Webラジオ
『サーヴァンプ通信』のタイトルで、2016年7月8日から2017年1月13日までアニメイトタイムズとアニメイトチャンネルにて配信された。毎月第2・第4金曜日更新。パーソナリティは寺島拓篤（城田真昼役）と梶裕貴（クロ役）。

#### ゲスト
| 回     | 配信日        | ゲスト                                            |
| ------ | ------------- | ------------------------------------------------- |
| 第1回  | 2016年7月4日  |                                                   |
| 第2回  | 7月22日       | 下野紘 (有栖院御園 役)                            |
| 第3回  | 8月12日       | 松岡禎丞 (ベルキア 役)                            |
| 第4回  | 8月26日       | 島﨑信長 (リヒト・ジキルランド・轟 役)            |
| 第5回  | 9月9日        | 木村良平 (ロウレス 役)                            |
| 第6回  | 9月23日       | 小野友樹 (千駄ヶ谷鉄 役)                          |
| 第7回  | 10月14日      | 鈴木達央 (椿 役)                                  |
| 第8回  | 11月11日      | 村瀬歩 (ヒュー・ザ・ダーク・アルジャーノンⅢ世 役) |
| 第9回  | 12月9日       | 鈴木裕斗 (綿貫桜哉 役)                            |
| 第10回 | 2017年1月13日 |                                                   |

#### CD（ラジオ）
ランティスより発売。
| タイトル                                                | 発売日         | 規格品番  |
| ------------------------------------------------------- | -------------- | --------- |
| TVアニメ「SERVAMP-サーヴァンプ-」 DJCD サーヴァンプ通信 | 2016年12月21日 | MFCZ-1077 |

## 劇場アニメ
2018年4月7日に、『「SERVAMP-サーヴァンプ-」-Alice in the Garden-』のタイトルで劇場公開された。興行収入は4200万円。

### スタッフ（劇場アニメ）
- 原作 - 田中ストライク[120]
- 監督 - 中野英明[120]
- 脚本 - 久尾歩[120]
- キャラクターデザイン - 山中純子[120]
- 総作画監督 - 山中純子、小林利充[120]
- プロップデザイン - 杉村友和[120]
- アクション作画監督 - 才木康寛[120]
- 美術監督 - 黛昌樹[120]
- 色彩設計 - 山上愛子[120]
- 撮影監督 - 浅川茂輝[120]
- 編集 - 木村佳史子[120]
- 音楽 - 川井憲次[120]
- 音響監督 - 亀山俊樹[120]
- アニメーション制作 - プラチナビジョン[120]

#### 主題歌（劇場アニメ）
「One Side」
OLDCODEXによる主題歌。作詞はYORKE.、作曲はTa_2、編曲は小山寿。

## 舞台
2020年11月27日から12月6日までこくみん共済coopホール/スペース・ゼロにて上演された。脚本・演出は、米山和仁が担当した。主要キャストは#登場人物を参照。
- アンサンブルキャスト -  下川真矢、兵藤結也、細川洪、塩見奈映、南舘優雄斗